# 夏原吉

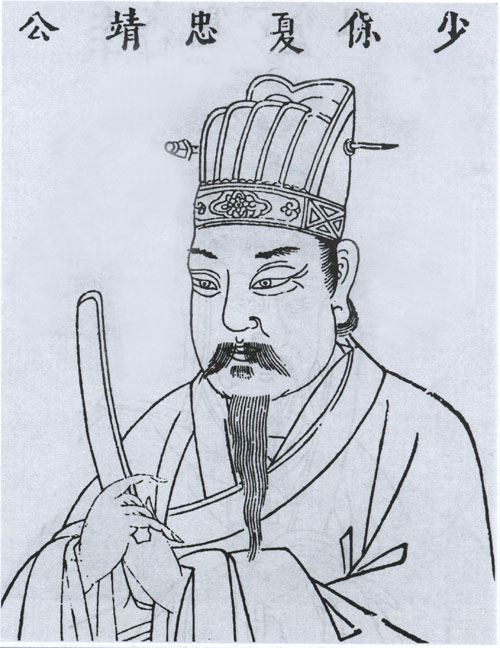
夏原吉

夏 原吉（か げんきつ、至正26年（1366年）- 宣徳5年1月27日（1430年2月19日））は、明代の政治家。字は維喆。本貫は潭州湘陰県。

## 生涯
苦学の末に国子監に入り、洪武帝の抜擢を受けて戸部主事を歴任した。靖難の役では、建文帝の側にあって一時捕えられるが、永楽帝もその才を認めて建文4年（1402年）に戸部尚書に抜擢し、以後19年にわたってその職にあった。直後に洪水に悩まされていた浙西地区での治水工事を成功させて水利を安定させ、北京遷都・漠北親征などの費用の捻出などに尽力し、明代財政の基礎を築いた。永楽8年（1410年）の永楽帝の漠北親征の際には皇太子朱高熾（後の洪熙帝）を補佐して北京の留守を守った。だが、永楽19年（1421年）の漠北親征の際には反対論を唱え、永楽帝を諌めて怒りを買って投獄された。3年後に永楽帝が没して洪熙帝が立つと直ちに釈放されて戸部尚書に復職し、以後死ぬまでその職にあった。洪熙帝が急逝して若い宣徳帝が即位すると楊士奇とともにこれを補佐し、三楊（楊士奇・楊栄・楊溥）とともに重んじられた。死後に「忠靖」と諡られた。